# Грозд
Грозд (лат. racemus) је врста цвасти која спада у групу простих рацемозних цвасти. Ова врста цвасти има дугачку главну осовину на којој су поређане дршке са цветовима. Дршке које се налазе на главној осовини су отприлике исте дужине. Терминални цвет може и не мора да буде присутан, односно не мора да дође до његовог формирања. У грозду цветови могу да расту на све стране, али грозд може бити и двостран или једностран (нпр. код врсте гладиола — Gladiolus imbricatus). Листићи који се некада јављају на главној осовини су у ствари брактеје.

## Примери
Цваст грозд имају шимширика, ђурђевак, резеда, багрем као и скоро све врсте из породице Brassicaceae. Зумбул има цвасти које могу бројати и више стотина цветова.